# Joseph Pauwels
Joseph Pauwels (Sleidinge, 16 december 1818 - Gent, 12 maart 1876) was een kunstschilder, vooral bekend door zijn religieuze taferelen, maar ook door zijn genretaferelen en portretten.

## Leven
Hij was de zoon van een commissaris van de gemeentepolitie van Sleidinge.
Toen hij als jonge knaap August Ferdinand Ottevaere uit Evergem aan het werk zag toen die koeien en paarden schilderde in de Sleidingse meersen, inspireerde die hem en gaf hem de raad naar de Koninklijke Academie van Teeken-, Schilder-, Beeldhouw- en Bouwkunst van Gent te gaan. Hij ging daar dagelijks te voet vanuit Sleidinge naar toe en kreeg er les van onder andere de neoclassicistische schilder Pierre Van Hanselaere. Deze lessen hadden 's avonds plaats en na korte tijd ging hij tijdens de dag naar de private kunstschool gesticht in de zaal boven de Sint-Catharinakapel van het Kinderen Alynshospice door Constant Sloeders. Dit museum bezit een menukaart van het banket voor Joseph Pauwels van zijn collega's en vrienden op 27 april 1873.
Hij ging zich dan verder bekwamen aan de Academie voor Schone Kunsten van Antwerpen bij de romantische schilder Gustaaf Wappers.
Hij huurde een atelier in het Patershol te Gent, waar hij een zeer sober leefde, ondanks het feit dat hij heel wat opdrachten had. Hij overleed in zijn atelier.

## Werk
Hij begon met portretten en genretaferelen. Maar na een stage in Frankrijk (1853) in gezelschap van zijn vriend Xavier De Cock legde hij zich bijna uitsluitend toe op religieuze muurschilderingen. Hiervan zijn vele voorbeelden terug te vinden in musea en kerken in Oost-Vlaanderen.
Enkele werken:
- Overtocht Begrafenisstoet op de Leie in Afsnee (Museum voor Schone Kunsten van Gent).
- Portret van dokter Adolphe Burggraeve, 1881 (Museum voor Schone Kunsten van Gent).
- Portret van Pierre Doelje (Museum voor Schone Kunsten van Gent).
- Portret van Henri Fermond (Museum voor Schone Kunsten van Gent).
- Edeldame, 1847 (Museum voor Schone Kunsten (Gent)).
- Heilige Kruisvinding, 1854 (Sint-Christoffelkerk (Evergem), boven zuidelijk zijaltaar).
- Onze-Lieve-Vrouw met Kind verschijnt aan de pestlijders en pestheiligen, 1857 (Sint-Christoffelkerk (Evergem), boven noordelijk zijaltaar).
- Heilige Adrianus (Sint-Adrianuskerk (Adegem), boven het hoofdaltaar.
- Onze-Lieve-Vrouw schenkt de schapulier aan de Heilige Simon Stock, 1847 (Sint-Adrianuskerk (Adegem), boven zuidelijk zijaltaar).
- Heilige Godelieve in de kerker (Sint-Joriskerk (Sleidinge)).
- Bewening van Christus, 1859 (Sint-Gertrudiskerk (Wetteren), geschonken in 1866).

## Enkele schilderijen

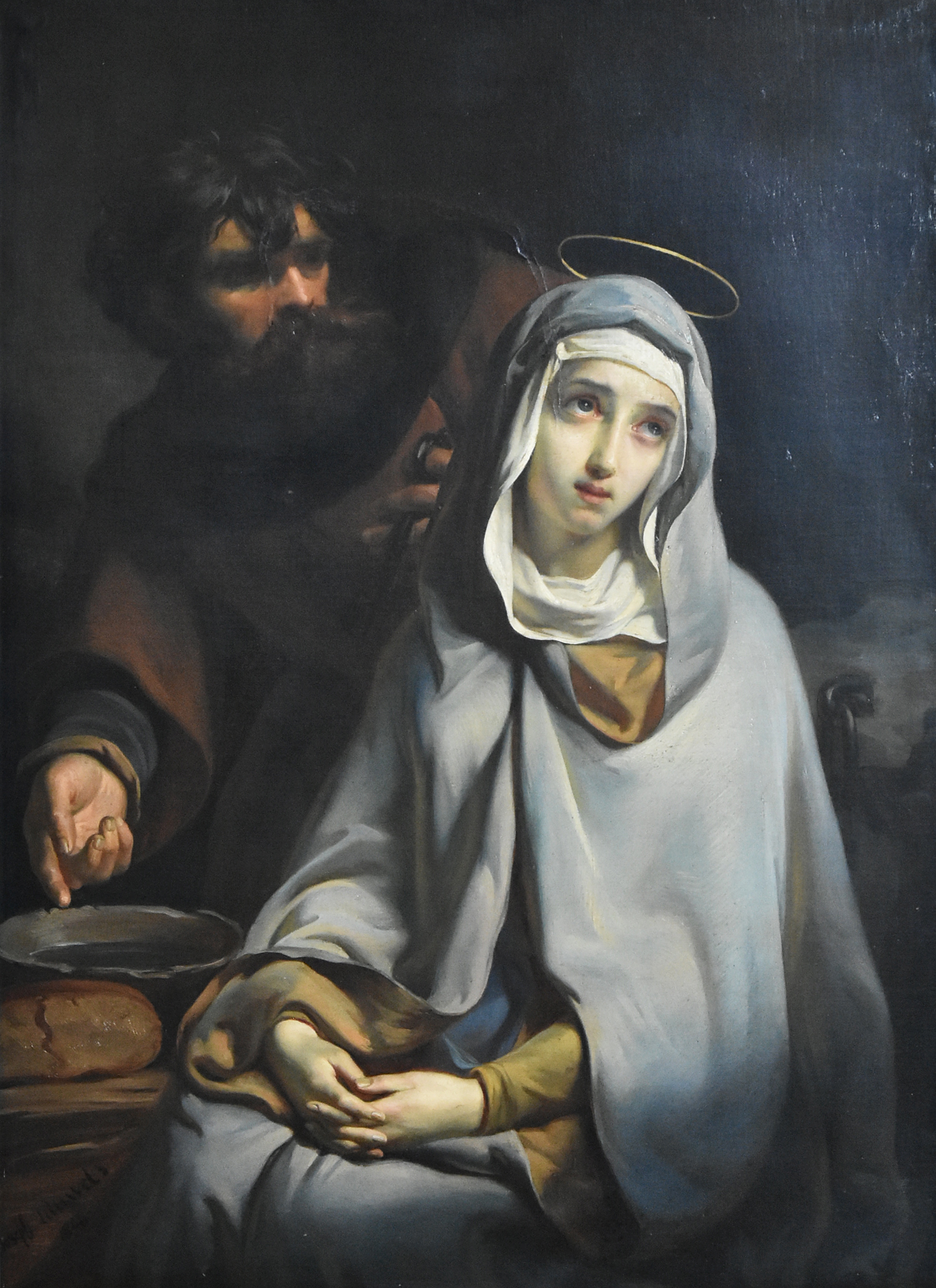
Heilige Godelieve in de kerker
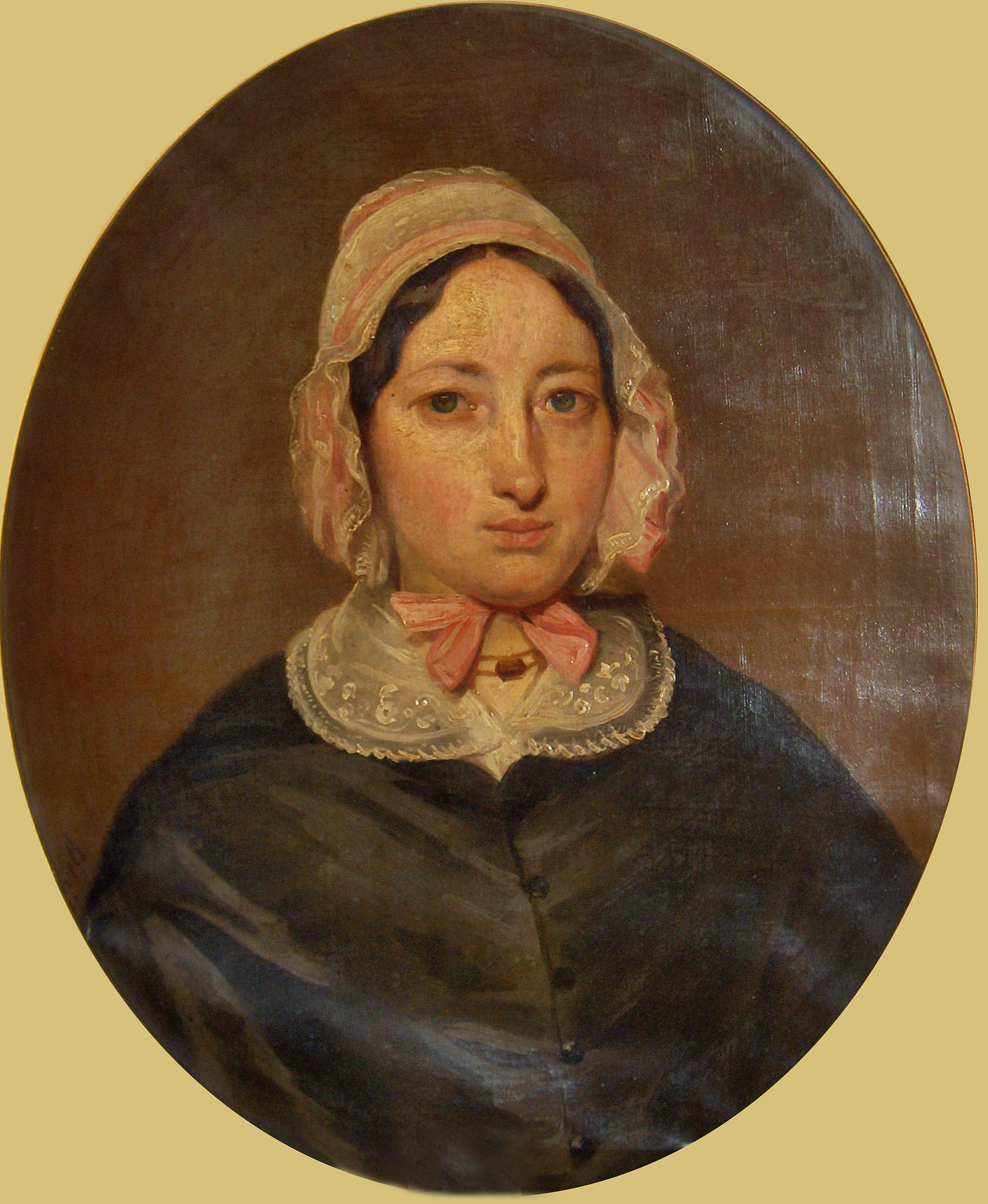
Edeldame
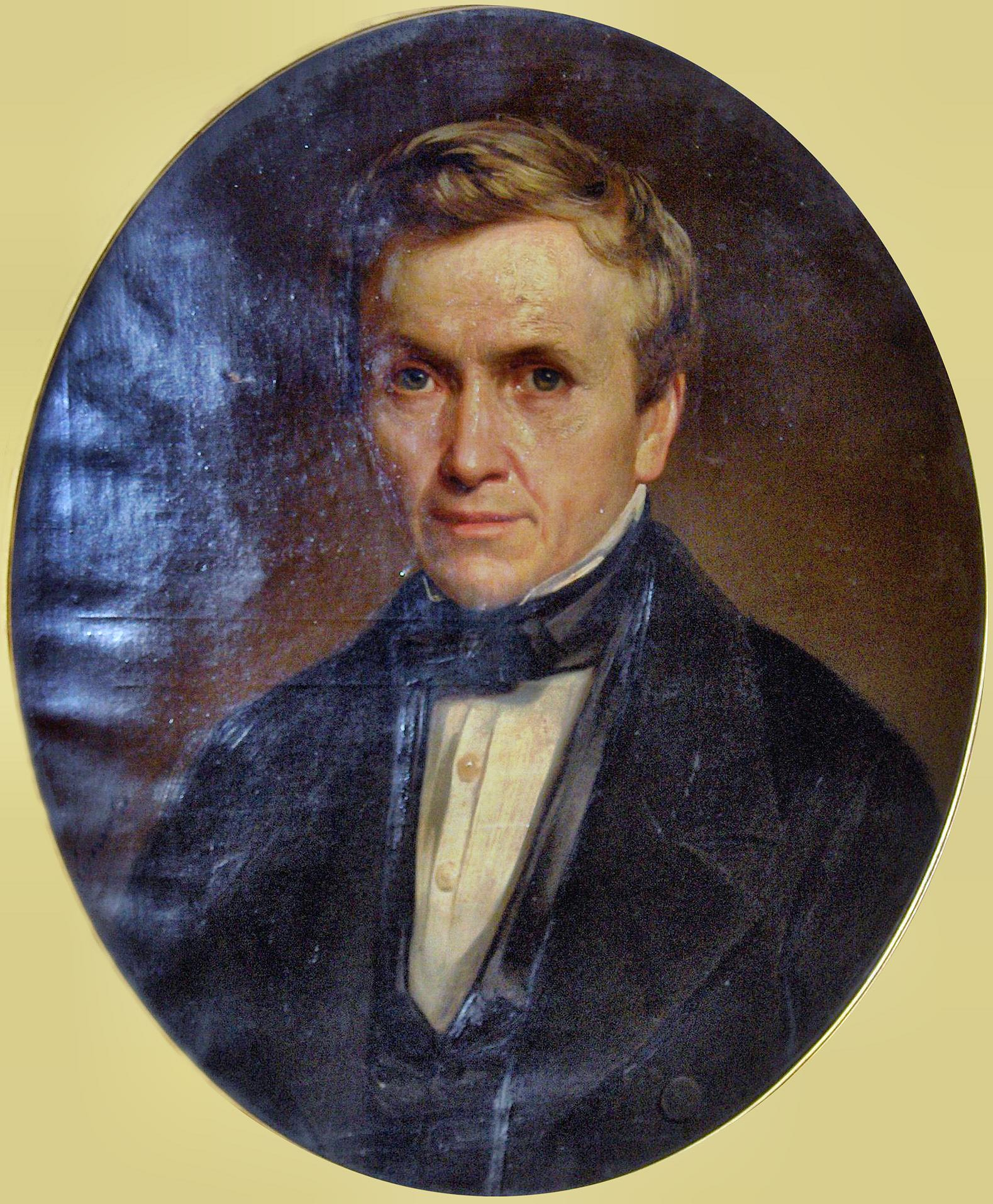
Edelheer
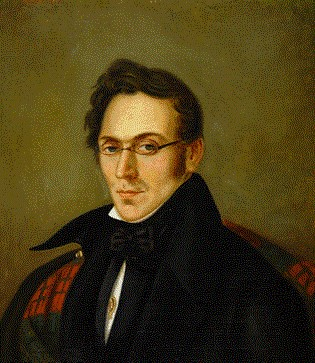
Karel Lodewijk Ledeganck